# Igluschacht
Der Igluschacht ist eine 16 km lange Karsthöhle im Silberensystem im Kanton Schwyz in der Gemeinde Muotathal östlich des Pragelpasses in der Schweiz.
Der tiefste Punkt liegt auf 1649 m ü. M. Die Höhle weist einen Höhenunterschied von 549 Metern auf.